# Denzel Washington
Denzel Hayes Washington (Mount Vernon (New York), 28 december 1954) is een Amerikaans acteur.

## Levensloop
Washington studeerde na de middelbare school journalistiek aan de universiteit van Fordham. Daarna ging hij naar het Amerikaans Theater Conservatorium, maar reeds na één jaar verliet hij het conservatorium om werk te gaan zoeken als acteur. Zijn eerste grote rol was in Carbon Copy (1981), maar zijn bekendheid bij het grote publiek kwam door zijn rol in de ziekenhuisserie St. Elsewhere, waar hij tussen 1982 en 1988 in 137 afleveringen meespeelde.
Hij won in 1990 een Oscar voor zijn bijrol in Glory en verdiende er twaalf jaar later nog een voor zijn hoofdrol in Training Day. Hij werd voor zijn rollen in Cry Freedom, Malcolm X, The Hurricane, Flight, tweemaal voor Fences en Roman J. Israel, Esq tevens genomineerd. Hij was pas de tweede zwarte acteur ooit die de Oscar voor beste acteur in een hoofdrol kreeg.
Washington kreeg daarnaast nog meer dan 45 filmprijzen toegekend, waaronder Zilveren Beren voor zowel Malcolm X als The Hurricane en Golden Globes voor Glory en The Hurricane.
Gedurende zijn carrière werkte hij meermaals samen met regisseurs Spike Lee, Antoine Fuqua en Tony Scott.
Hij vertolkte historische figuren als Steve Biko, Malcolm X, Rubin Carter, Herman Boone en Frank Lucas.

## Filmografie
- Wilma (1977) - Robert Eldridge
- Carbon Copy (1981) - Roger Porter
- A Soldier's Story (1984) - Pfc. Melvin Peterson
- Licence to Kill (1984) - Martin Sawyer
- The George McKenna Story (1986) - George McKenna
- Power (1986) - Arnold Billings
- Cry Freedom (1987) - Steve Biko
- For Queen and Country (1988) - Reuben James
- The Mighty Quinn (1989) - Xavier Quinn
- Glory (1989) - Pvt. Trip
- Heart Condition (1990) - Napoleon Stone
- Mo' Better Blues (1990) - Bleek Gilliam
- Ricochet (1991) - Nick Styles
- Mississippi Masala (1992) - Demetrius Williams
- Malcolm X (1992) - Malcolm X
- The Pelican Brief (1993) - Gray Grantham
- Much Ado About Nothing (1993) - Don Pedro of Aragon
- Philadelphia (1993) - Joe Miller
- Crimson Tide (1995) - Lt. Commander Ron Hunter
- Virtuosity (1995) - Lt. Parker Barnes
- Devil in a Blue Dress (1995) - Easy Rawlins
- Courage Under Fire (1996) - Lt. Colonel Nathaniel Serling
- The Preacher's Wife (1996) - Dudley
- Fallen (1998) - Detective John Hobbes
- He Got Game (1998) - Jake Shuttlesworth
- The Siege (1998) - Special Agent Anthony 'Hub' Hubbard FBI
- The Bone Collector (1999) - Lincoln Rhyme
- The Hurricane (1999) - Rubin "Hurricane" Carter
- Remember the Titans (2000) - Coach Herman Boone
- The Loretta Claiborne Story (2000) - Zichzelf
- Training Day (2001) - Detective Alonzo Harris
- John Q (2002) - John Quincy Archibald
- Antwone Fisher (2002) - Dr. Jerome Davenport
- Out of Time (2003) - Police Chief Matthias Lee Whitlock
- Man on Fire (2004) - John Creasy
- The Manchurian Candidate (2004) - Major Ben Marco
- Inside Man (2006) - Detective Keith Frazier
- Déjà Vu (2006) - Special Agent Doug Carlin
- American Gangster (2007) - Frank Lucas
- The Great Debaters (2007) - Melvin B. Tolson
- The Taking of Pelham 123 (2009) - Walter Garber
- The Book of Eli (2010) - Eli
- Unstoppable (2010) - Frank Barnes
- Safe House (2012) - Tobin Frost
- Flight (2012) - Captain Whip Whitaker
- 2 Guns (2013) - Robert 'Bobby' Trench
- The Equalizer (2014) - Robert McCall
- The Magnificent Seven (2016) - Sam Chisolm
- Fences (2016) - Troy Maxson (tevens ook regie)
- Roman J. Israel, Esq. (2017) - Roman J. Israel
- The Equalizer 2 (2018) - Robert McCall
- The Little Things (2021) - Deputy Sheriff Joe "Deke" Deacon
- The Tragedy of Macbeth (2021) - Lord Macbeth
- The Equalizer 3 (2023) - Robert McCall
- Gladiator II (2024) - Macrinus
- Highest 2 Lowest (2025) - David King